# Saint-Philémon
Saint-Philémon es un municipio parroquial canadiense situado en la provincia de Quebec.

## Superficie
Saint-Philémon tiene una superficie de 146,51 km².

## Demografía
En 2021, tenía 680 habitantes, una densidad poblacional de 4,6 hab./km², y 533 viviendas.